# Kikilimana
Kikilimana är ett berg i Sri Lanka.   Det ligger i provinsen Centralprovinsen, i den centrala delen av landet, 100 km öster om huvudstaden Colombo. Toppen på Kikilimana är 2 240 meter över havet, eller 223 meter över den omgivande terrängen. Bredden vid basen är 5,2 km.
Terrängen runt Kikilimana är varierad. Runt Kikilimana är det tätbefolkat, med 442 invånare per kvadratkilometer. Närmaste större samhälle är Nuwara Eliya, 4,5 km öster om Kikilimana. I omgivningarna runt Kikilimana växer i huvudsak städsegrön lövskog.